# Marek Beneš (režisér)
Marek Beneš (* 21. listopadu 1960 Roztoky u Prahy) je vystudovaný elektrotechnik, autor, režisér a scenárista animovaných filmů s Patem a Matem.

## Život
Marek Beneš pochází z rodiny výtvarníka, režiséra a autora animovaných filmů Lubomíra Beneše (1935–1995). Dětství prožil v Roztokách u Prahy a absolvoval Dvořákovo gymnázium v Kralupech nad Vltavou. V letech 1980–1985 studoval na Elektrotechnické fakultě ČVUT v Praze. Po absolvování pracoval jako režisér výukových pořadů a filmů určených pro vysoké školy. 
Od roku 1988 se učil animaci pod vedením svého otce v Krátkém filmu Praha a spolupracoval na tvorbě loutkových animovaných filmů „Pat a Mat: …a je to!“. Po roce 1989 psal náměty a režíroval epizody seriálu Pat a Mat v soukromém studiu aiF s.r.o. Po smrti svého otce odešel roku 1996 do kabelové televize, kde měl na starosti vysílání informačního kanálu.
K animované tvorbě se vrátil po roce 2000 ve vlastním studiu Patmat s.r.o., kde píše a režíruje nové epizody seriálu s postavami Pata a Mata. Z dosavadních 129 epizod seriálu jich Marek Beneš režíroval 66. Ve studiu pracuje syn Marka Beneše Lubomír i jeho dcera Tereza.

## Dílo

### Pat a Mat

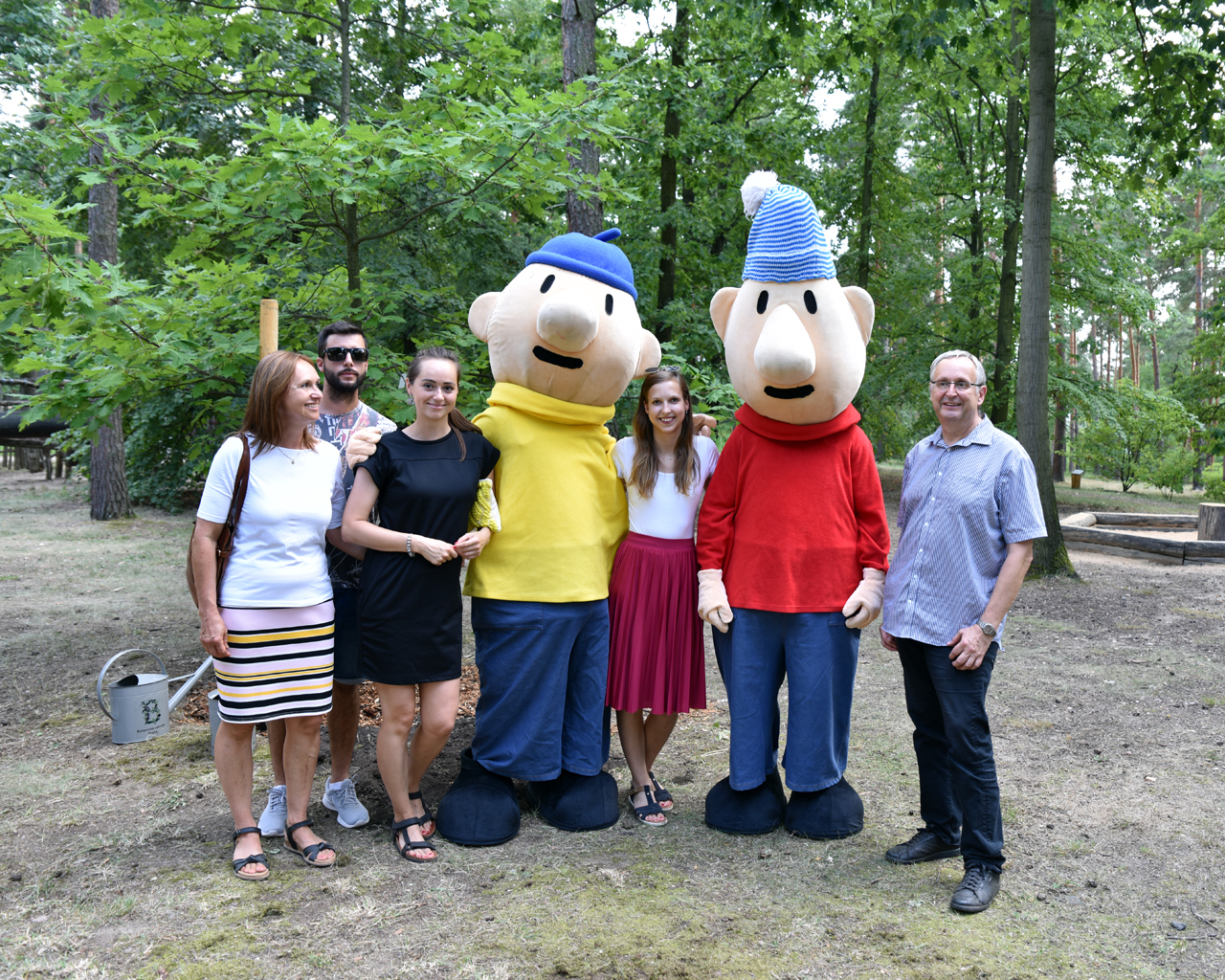
Pat a Mat s tvůrčím týmem (2022)

První krátkometrážní animovaný film s názvem Kuťáci vznikl roku 1976 ve studiu Jiřího Trnky. Autorem postaviček byli Lubomír Beneš a Vladimír Jiránek. V té době postavy ještě neměly své typické čepičky, pohybovaly obočím a měnil se jim tvar pusy. O tři roky později, s počátkem natáčení dalších 28 epizod v Krátkém filmu Praha pro Československou televizi Bratislava vznikla potřeba slovenského názvu, a štáb se nakonec rozhodl pro ... a je to!. Samotné postavy byly bezejmenné do roku 1989, kdy studio Krátký film Praha obnovilo natáčení dalších dílů seriálu. Tehdy dostaly jména Pat a Mat – zkrácené podoby českých výrazů Patlal a Matlal, která jsou vhodná i pro celosvětové publikum. Autorem ústřední písně a melodie na harmoniku byl Petr Skoumal, hudební doprovod k novějším dílům dílům vytvořil jazzový skladatel a aranžér Zdeněk Zdeněk. Filmy pracují pouze s vizuálními gagy a chybí v nich dialogy. Díky tomu se pořad rozšířil do celého světa a do 90. let se vysílal ve více než 80 zemích. Výjimkou je však nizozemský trh, kde postavičky po mnoho let dabují známí komici Kees Prins a Simon van Leeuwen.
Od roku 1990 vzniklo dalších 14 dílů seriálu v produkci soukromého studia aiF (Praha, Curych), které Lubomír Beneš založil s Vladimírem Jiránkem a kde na dalších dílech už spolupracoval se svým synem Markem. Studio aiF zkrachovalo  roku 1999, čtyři roky po smrti Lubomíra Beneše, v souvislosti s natočením 50. dílu v novém širokoúhlém formátu a s mluvenými dialogy. Následovaly spory o autorská práva na postavy a 50. díl proto nebyl nikdy vydán. Po roce 2001 Marek Beneš pokračoval v natáčení dalších dílů jako autor scénaře a režisér v soukromém studiu Patmat s.r.o. a později Patmat film s.r.o. Další díly seriálu vznikaly i v Ateliérech Bonton Zlín a studiu Anima. Roku 2016 vznikl v produkci Patmat s.r.o. první celovečerní film Pat a Mat ve filmu, který obsahuje sedm epizod ze série Pat a Mat na venkově (natáčení této série probíhalo v letech 2009-2015). Mezi jednotlivými epizodami byly ve filmu použity propojovací segmenty. Během let 2018-2020 vzniklo dalších 39 nových epizod seriálu Pat a Mat, tentokrát v produkci společnosti Patmat film s.r.o. Koproducentem výroby byly nizozemská společnost JUST Productions a Česká televize. Epizody jsou rozděleny do tří třináctidílných sérií Pat a Mat nás baví, Pat a Mat v zimě, Pat a Mat kutí, a výběr z nich byl užit pro další tři celovečerní filmy Pat a Mat znovu v akci, Pat a Mat: Zimní radovánky, Pat a Mat: Kutilské trampoty. Veškerá produkce Patmat film s.r.o. je opět v Benešově režii.
Animace postav probíhá stále klasickým způsobem, tzn. stop motion technikou, kdy do jedné vteřiny filmu je třeba provést 25 snímků. Denní práce tak představuje asi 7 vteřin filmu. Aby se práce urychlila, animace části epizod z produkce Patmat film s.r.o. vznikla v čínském studiu. Veškerá komunikace mezi studii probíhala po internetu. Podklady vznikaly v Čechách, čínští animátoři posílali denní práce a po schválení českým týmem, který si nad natáčením podržel plnou kontrolu, je dodali ve vysokém rozlišení. Původní hlavičky postav vytvořil Lubomír Beneš jako sádrový odlitek vajíčka, na který přilepil nos a uši, a konečný tvar vznikl z moduritu. Současné figurky vznikají ve 3D tiskárně a mají ocelové klouby. Jsou vysoké 20 cm. Existují ale i kostýmy postav v nadživotní velikosti, které byly k vidění např. při sázení stromu v pražské Botanické zahradě v Trojii, nebo divadelní kostýmy pro živé herce, které jsou součástí různých divadelních představení. Beneš je spoluautorem divadelního představení z roku 2012 Pat a Mat jedou na dovolenou, které divadla uvádějí dodnes.

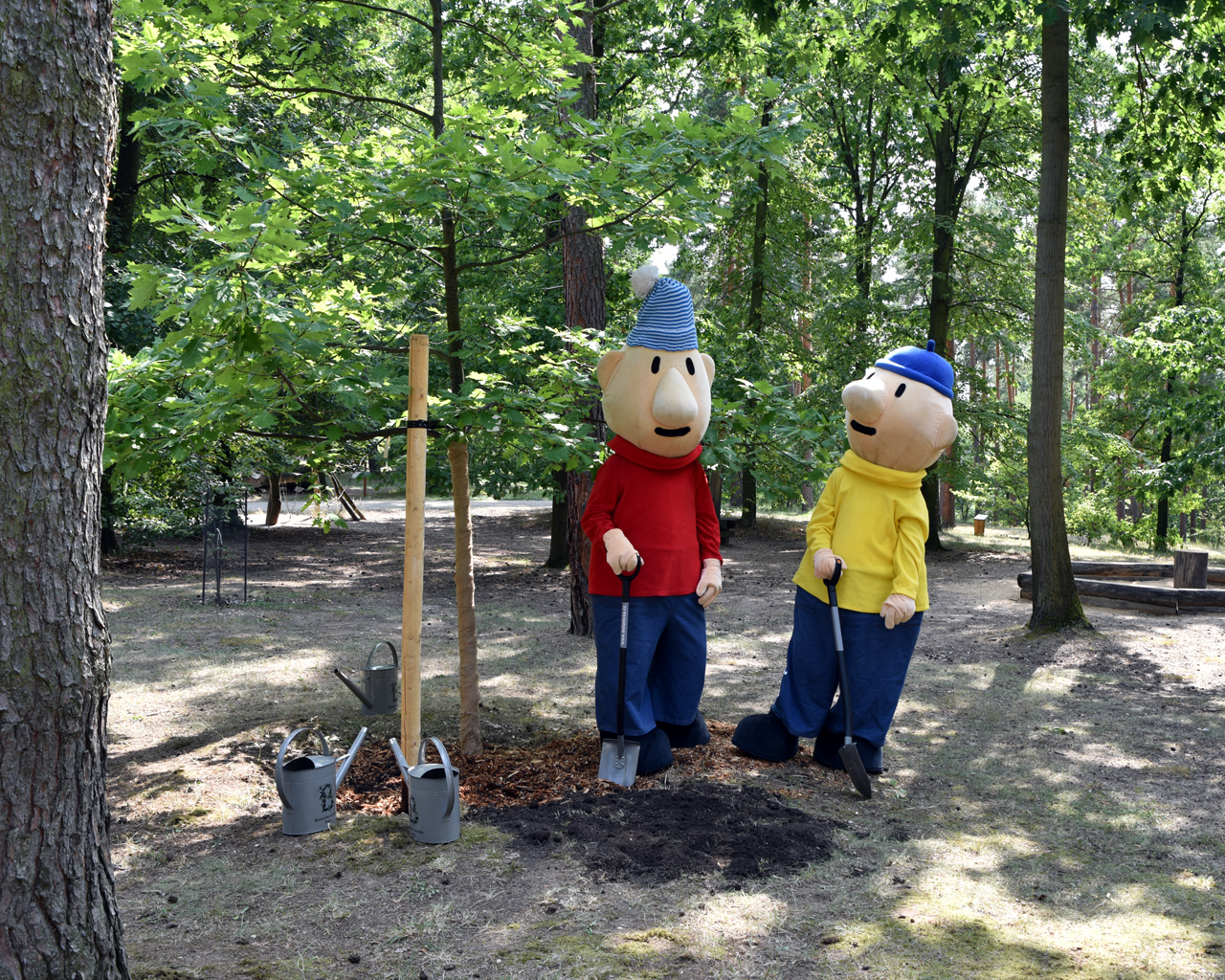
Pat a Mat sázejí strom v Botanické zahradě hl. m. Prahy (2022)
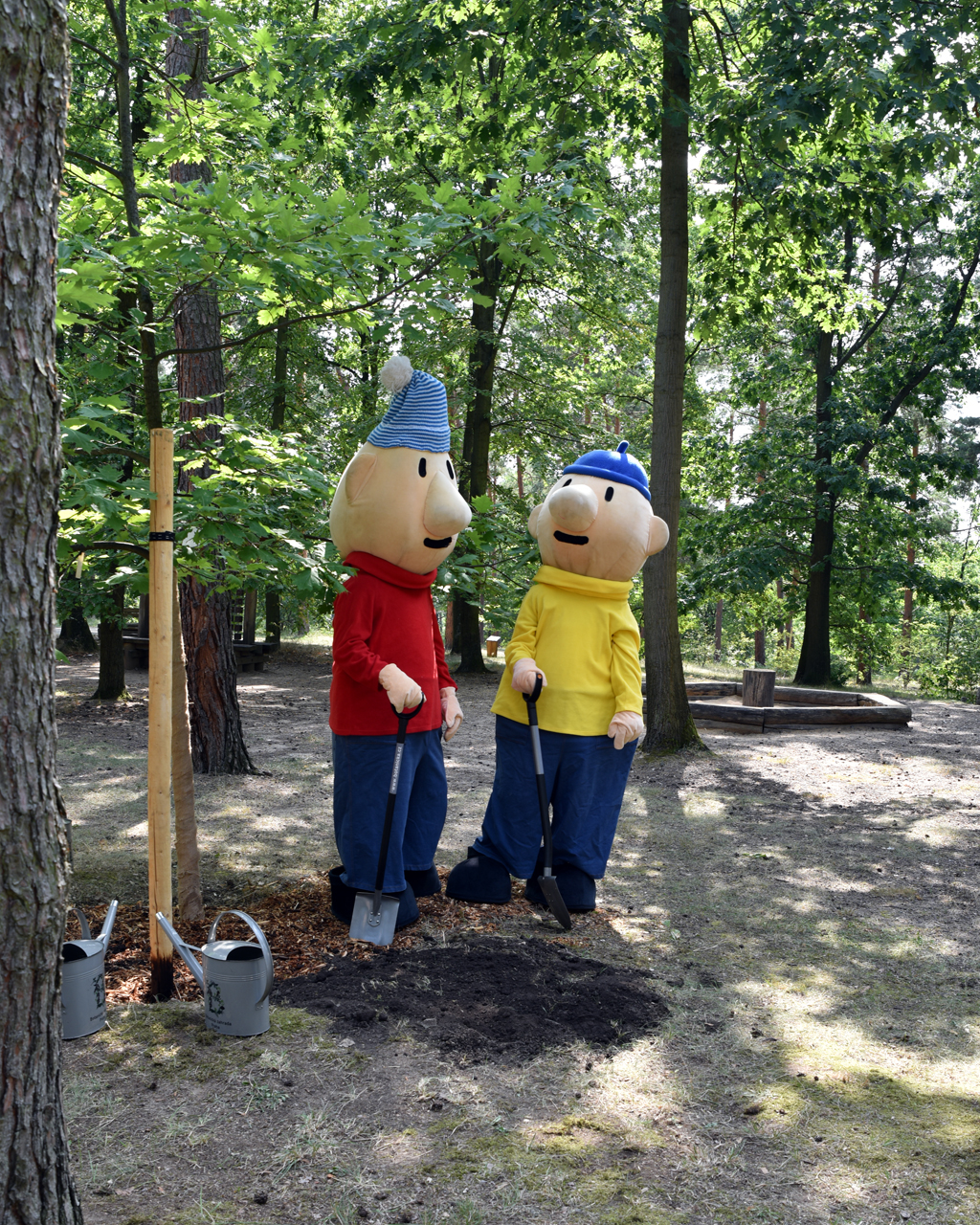
Pat a Mat sázejí strom v Botanické zahradě hl. m. Prahy (2022)
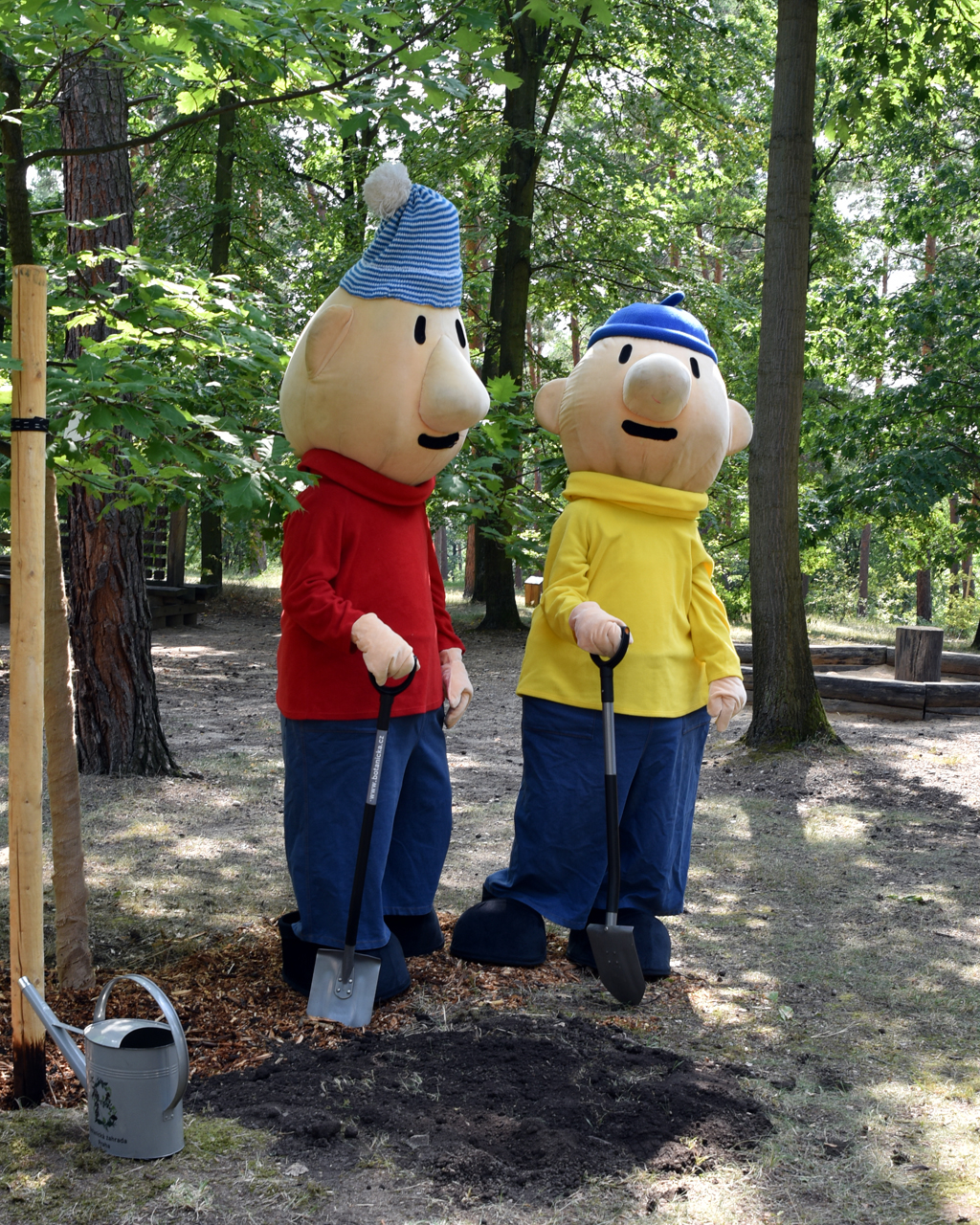
Pat a Mat sázejí strom v Botanické zahradě hl. m. Prahy (2022)
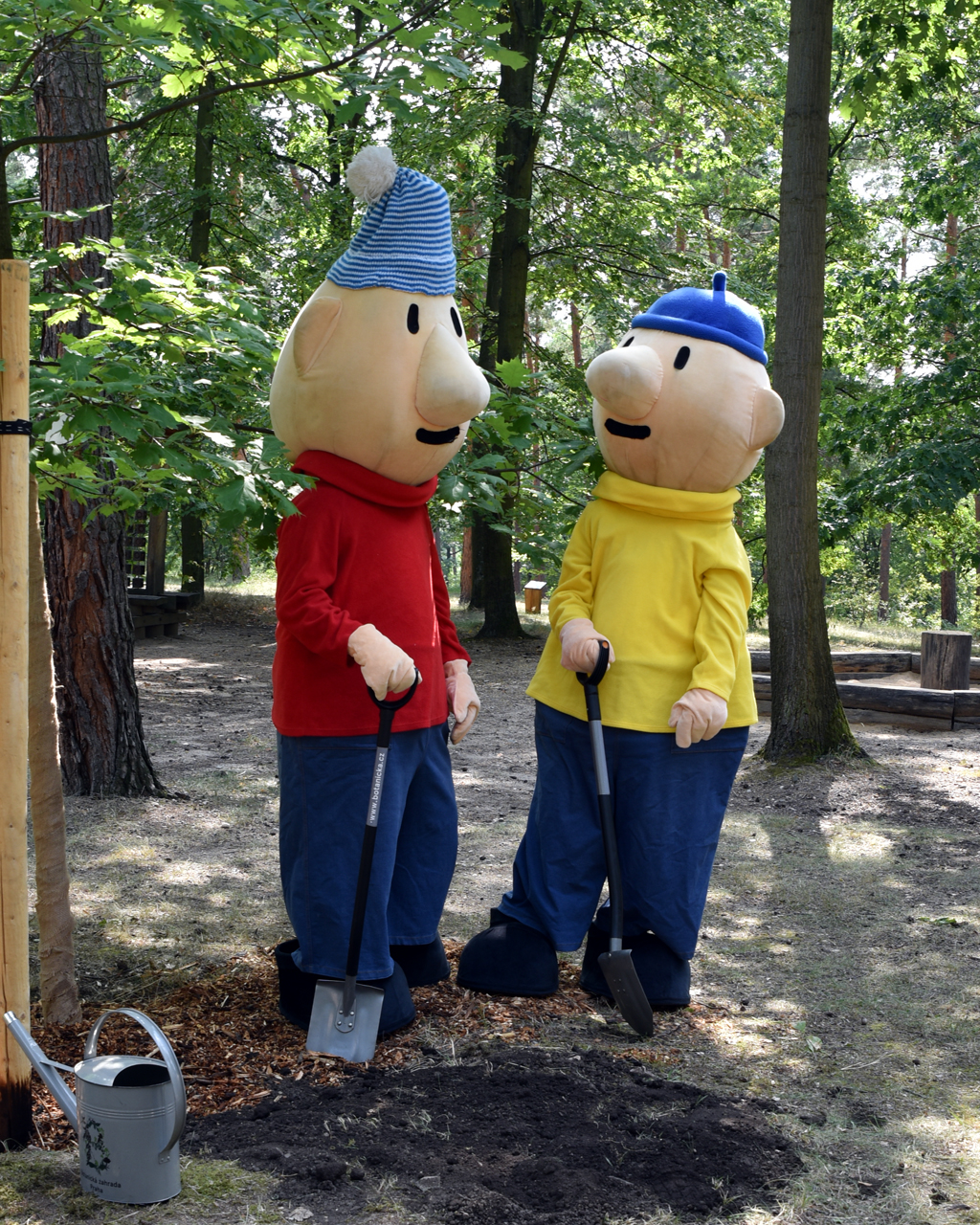
Pat a Mat sázejí strom v Botanické zahradě hl. m. Prahy (2022)